# NGC 4645
NGC 4645 ist eine elliptische cD-Galaxie vom Hubble-Typ E4 im Sternbild Zentaur am Südsternhimmel. Sie ist schätzungsweise 110 Millionen Lichtjahre von der Milchstraße entfernt und hat einen Durchmesser von etwa 45.000 Lichtjahren.

Im selben Himmelsareal befinden sich u. a. die Galaxien NGC 4661, NGC 4672, NGC 4677, NGC 4683.
Das Objekt wurde am 8. Juni 1834 von John Herschel mit einem 18-Zoll-Spiegelteleskop entdeckt, der sie mit „pretty bright, small, pretty suddenly brighter in the middle, 12 arcseconds“ beschrieb.

## NGC 4645-Gruppe (LGG 301)
| Galaxie   | Alternativname | Entfernung/Mio. Lj |
| --------- | -------------- | ------------------ |
| NGC 4603  | PGC 42510      | 109                |
| NGC 4645B | PGC 42983      | 91                 |
| NGC 4661  | PGC 42983      | 104                |
| NGC 4645  | PGC 42879      | 110                |
| NGC 4696A | PGC 43120      | 106                |
| NGC 4696D | PGC 43249      | 109                |
| PGC 42966 | ESO 322-71     | 107                |
| PGC 43479 | ESO 323-9      | 99                 |
| PGC 43435 | ESO 323-5      | 99                 |
| PGC 42793 |                | 110                |
| PGC 43172 |                | 100                |
| PGC 43506 |                | 102                |